# Mola salsa
La mola salsa,  latino mola (macina) e salsus (salato), era una miscela di sale, acqua e farina di farro opportunamente tostata che si preparava per i riti religiosi dell'antica Roma.

## Storia
Veniva offerta alla divinità, distribuita in piccoli pezzi ai credenti, quale atto di purificazione, oppure utilizzata per cospargere gli animali destinati al sacrificio; "immolare", infatti, ha il significato di "ricoprire con mola salsa".
La mola salsa veniva utilizzata dalle Vestali per le principali festività della Religione romana e, in particolare, per i Vestalia, i Matralia, i Fornacalia, i Lupercalia ed i giorni dedicati a Giove (Epulum Iovis).

## Preparazione della mola salsa
Sostanzialmente, la preparazione della mola salsa era esclusivamente concessa alla Vestali, seguendo un rituale particolarmente rigoroso.
Il farro doveva essere raccolto, a giorni alterni, nel periodo compreso tra le none e le idi di maius (dal 7 al 15 maggio), mese sacro alla dea Maia, protettrice dei raccolti e della vegetazione. Il raccolto era portato alla Casa delle Vestali, le quali provvedevano a sgranare le spighe, tostare i grani e macinarli finemente.
La farina così ottenuta veniva dapprima tostata per essere purificata, quindi miscelata con acqua di fonte perenne e sale.
Contemporaneamente, le Vestali preparavano la muries: un condimento formato da sale triturato nel mortaio, posto in una terrina e mescolato con acqua, sempre di fonte perenne. Dopo averla sigillata con gesso, le Vestali inserivano la terrina nel forno sacro, allo scopo di asciugare l'acqua in eccesso. Con la muries veniva cosparsa la mola salsa.